# Dantons Tod
Dantons Tod (Tedesco per La morte di Danton) è un'opera di Gottfried von Einem su libretto di Boris Blacher e Gottfried von Einem, dopo La morte di Danton di Georg Büchner del 1835. La sua prima rappresentazione ebbe luogo a Salisburgo il 6 agosto 1947. Fu rivista nel 1955.

## Contesto ed accoglienza
La fortunata prima dell'opera Dantons Tod di Gottfried von Einem al Festival di Salisburgo del 1947 e la sua rapida messa in scena da parte dei teatri europei furono dovute a qualcosa di più del forte dramma della partitura di Einem. Questo fu un primo passo verso la riabilitazione dei musicisti tedeschi dopo la seconda guerra mondiale; un'opera di un giovane compositore austriaco che non aveva collaborato alle politiche culturali dell'ex regime. Dantons Tod drammatizza il terrore governativo legalizzato, una piaga che il mondo all'epoca si rese conto non era stata sradicata con la fine della guerra.

## Ruoli
| Ruolo                | Registro vocale | Cast della prima: 6 agosto 1947Direttore: Ferenc Fricsay |
| -------------------- | --------------- | -------------------------------------------------------- |
| Georges Danton       | baritono        | Paul Schöffler                                           |
| Camille Desmoulins   | tenore          | Julius Patzak                                            |
| Lucile               | soprano         | Maria Cebotari                                           |
| Hérault de Séchelles | tenore          | Peter Klein                                              |
| Robespierre          | tenore          | Josef Witt                                               |
| Saint-Just           | basso           | Ludwig Weber                                             |
| Simon                | basso           | Georg Hann                                               |
| Julie                | mezzosoprano    | Gisela Thury                                             |
| Hermann              | basso           | Herbert Alsen                                            |
| Moglie di Simon      | contralto       | Rosette Anday                                            |
| Giovane uomo         | tenore          | Erwin Nowaro                                             |
| Due boia             | tenore, basso   | William Wernigk, Wilhelm Felden                          |
| Donna                | soprano         | Trude Ballasch                                           |
| Coro (SATB)          |                 |                                                          |

## Trama
Dantons Tod fu adattata dall'opera di Georg Büchner da von Einem e dal suo insegnante, il compositore Boris Blacher. Il protagonista è Georges Danton, leader del governo francese durante la Rivoluzione. Quando si rivoltò contro le tattiche di Robespierre, compreso il terrore, fu ghigliottinato nell'aprile 1794.

### Atto 1
Il primo atto dell'opera stabilisce il confronto di Danton con Robespierre. Nella prima scena Danton e Camille Desmoulins esprimono il desiderio di porre fine alle esecuzioni quotidiane a un gruppo di loro amici che giocano a carte. La seconda scena introduce la folla volubile. Entra Robespierre e in un'aria domina la folla e promette più  esecuzioni.. Danton lo affronta. Dopo che Danton se n'è andato, Robespierre e il suo compagno Saint-Just decidono che lui e Camille devono essere uccisi. Nell'ultima scena dell'atto Danton annuncia a Camille e sua moglie Lucile che deve essere arrestato, ma si rifiuta di fuggire.

### Atto 2
Il secondo atto descrive il processo e la morte di Danton. Due scene davanti al Tribunale rivoluzionario sono separate da un'altra con Danton e Camille in carcere. Lucile viene a trovare Camille; ha perso la ragione. Nelle scene del processo la folla oscilla tra la richiesta della morte di Danton e l'incantesimo del suo eloquente oratorio. Alla fine, in Place de la Révolution, i condannati cantano "La marsigliese" in contrappunto alla folla che balla la Carmagnola. Danton e Camille vengono ghigliottinati. Dopo che la folla si è dispersa, Lucile entra e si siede sui gradini della ghigliottina. Grida Es lebe der Konig (Viva il re) e viene arrestata mentre cala il sipario.
Von Einem ha leggermente rivisto la partitura dopo la prima, sostituendo un preludio orchestrale con gli accordi che ora aprono l'opera, tagliando un passaggio orchestrale dopo la morte di Danton e rivedendo la scena finale con Lucile. Questi cambiamenti creano un inizio e una fine più drammatici e si aggiungono ad una partitura che merita riprese più frequenti di quanto non abbia visto fino ad oggi.

## Incisioni
- Paul Schöffler come Danton, Julius Patzak come Desmoulins e Maria Cebotari come Lucile. Questa è una registrazione dal vivo tratta dalla prima a Salisburgo il 6 agosto 1947 con la Wiener Philharmoniker ed il Vienna State Opera Chorus diretti da Ferenc Fricsay. Un'incisione è disponibile sull'etichetta Allegro Corporation's Opera D'Oro.[2]
- Theo Adam, Werner Hollweg, Horst Hiestermann, Krisztina Laki, ORF Chorus e Orchestra, Lothar Zagrosek Orfeo 1983